# 의성중학교
의성중학교(義城中學校)는 대한민국 경상북도 의성군 의성읍 도동리에 있는 공립 중학교이다.

## 학교 연혁
- 1937년 4월 1일 : 의성공립농업실수학교 설립 인가
- 1937년 5월 1일 : 의성공립농업실수학교 개교
- 1946년 9월 1일 : 의성공립공업중학교로 교명 변경 인가
- 1951년 8월 25일 : 학제 변경으로 의성중 12학급, 공고 7학급 편성
- 1952년 3월 28일 : 의성중학교 제1회 졸업생 배출
- 1952년 9월 23일 : 중ㆍ고등학교로 분리
- 1984년 3월 1일 : 특수학급 설치
- 1999년 3월 1일 : 점곡중학교 분교장 격하 편입
- 1999년 9월 1일 : 사곡중학교 분교장 격하 편입
- 2002년 3월 1일 : 점곡분교장 폐교 및 본교 통폐합
- 2003년 3월 1일 : 사곡분교장 폐교 및 본교 통폐합
- 2013년 2월 28일 : 교과 교실(선진형) 환경 구축
- 2014년 3월 1일 : 제28대 최재용 교장 취임
- 2015년 2월 12일 : 제64회 졸업식 거행(85명 졸업, 졸업생 누계: 14534명)
- 2015년 3월 2일 : 2015학년도 입학식 거행(66명 입학)
- 2016년 9월 1일 : 제29대 권태유 교장 취임
- 2017년 2월 16일 : 제66회 졸업식 거행(85명 졸업, 졸업생 누계 14,712명)
- 2017년 3월 2일 : 2017학년도 입학식 거행(70명 입학)
- 2018년 2월 9일 : 제67회 졸업식(68명 졸업, 졸업생 누계 14,780명)
- 2018년 3월 2일 : 2018학년도입학식 거행(61명 입학)
- 2018년 9월 1일 : 제31대 박세준 교장 부임
- 2019년 2월 14일 : 제68회 졸업식(68명 졸업, 졸업생 누계 14,848명)
- 2019년 3월 4일 : 2019학년도 입학식(69명)
- 2020년 2월 10일 : 제69회 졸업식(69명 졸업, 졸업생 누계 14,917명)
- 2020년 3월 1일 : 제32대 차달연 교장 취임
- 2020년 3월 2일 : 2020학년도 입학식(62명)
- 2021년 2월 5일 : 제70회 졸업(졸업생 59명, 졸업생 누계 14,976명)
- 2021년 3월 1일 : 제33대 권오택 교장 취임
- 2021년 3월 2일 : 2021학년도 입학(67명)
- 2024년 1월 3일 : 제73회 졸업(졸업생 66명, 졸업생 누계 15,166명)
- 2024년 3월 4일 : 2024학년도 입학(58명)
- 2024년 9월 1일 : 제35대 우원구 교장 취임
- 2025년 1월 9일 : 제74회 졸업(졸업생 56명, 졸업생 누계 15,222명)

## 참고 자료
- 의성중학교 - 한국교육학술정보원 학교알리미